# Rexhep Mitrovica
Rexhep bej Mitrovica, (czyt. Redżep bej Mitrovica, ur. 1888 w Mitrowicy, zm. 21 maja 1967 w Ankarze) – albański polityk i dziennikarz.
Pochodził z bogatej rodziny muzułmańskiej z Kosowa. Do albańskiego ruchu narodowego przyłączył się w Skopju. W 1908 r. jeden z organizatorów kongresu albańskiego ruchu narodowego w Bitoli. Należał do sygnatariuszy albańskiej Deklaracji Niepodległości, ogłoszonej 28 listopada 1912 r. we Vlorze. W 1914 wyjechał do Wiednia, gdzie studiował pedagogikę. W 1921 r. wybrany deputowanym do parlamentu, przez następne lata obejmował kilkakrotnie tekę ministra edukacji. Po przejęciu władzy przez Ahmeda Zogu w 1924 r. wyjechał na emigrację. Na emigracji był jednym ze współtwórców Bashkimi Kombëtarë (Zjednoczenia Narodowego). Powrócił do kraju po wkroczeniu do Albanii wojsk włoskich w kwietniu 1939 r. Należał do współzałożycieli Frontu Narodowego i Drugiej Ligi Prizreńskiej.
W okresie od 5 listopada 1943 r. do 14 lipca 1944 r. premier Albanii. Po podaniu się do dymisji opuścił kraj, przedostając się do Francji przez Włochy.